# Сан-Педро-де-Жужуй
Сан-Педро-де-Жужуй (ісп. San Pedro de Jujuy) — місто у передгір'ї аргентинських Анд. Адміністративний центр департаменту Сан-Педро у провінції Жужуй.

## Клімат
Місто знаходиться у зоні, котра характеризується вологим субтропічним кліматом. Найтепліший місяць — грудень із середньою температурою 25.2 °C (77.4 °F). Найхолодніший місяць — червень, із середньою температурою 13.7 °С (56.7 °F).
| Клімат Сан-Педро-де-Жужуя | Клімат Сан-Педро-де-Жужуя | Клімат Сан-Педро-де-Жужуя | Клімат Сан-Педро-де-Жужуя | Клімат Сан-Педро-де-Жужуя | Клімат Сан-Педро-де-Жужуя | Клімат Сан-Педро-де-Жужуя | Клімат Сан-Педро-де-Жужуя | Клімат Сан-Педро-де-Жужуя | Клімат Сан-Педро-де-Жужуя | Клімат Сан-Педро-де-Жужуя | Клімат Сан-Педро-де-Жужуя | Клімат Сан-Педро-де-Жужуя | Клімат Сан-Педро-де-Жужуя |
| Показник                  | Січ.                      | Лют.                      | Бер.                      | Квіт.                     | Трав.                     | Черв.                     | Лип.                      | Серп.                     | Вер.                      | Жовт.                     | Лист.                     | Груд.                     | Рік                       |
| Середній максимум, °C     | 30,6                      | 29,2                      | 27,3                      | 24,4                      | 22,3                      | 19,7                      | 20,6                      | 23,4                      | 26,4                      | 29,1                      | 30,2                      | 31,2                      | 26,2                      |
| Середня температура, °C   | 25                        | 24                        | 22,6                      | 19,7                      | 16,9                      | 13,7                      | 14                        | 16,2                      | 18,9                      | 22,5                      | 24                        | 25,2                      | 20,2                      |
| Середній мінімум, °C      | 18,6                      | 18                        | 17                        | 14,1                      | 10,7                      | 7,1                       | 6                         | 7,8                       | 11                        | 14,5                      | 16,7                      | 18,3                      | 13,3                      |
| Норма опадів, мм          | 162.4                     | 138.6                     | 136.9                     | 49.6                      | 11.6                      | 3.3                       | 2.8                       | 3.6                       | 6.3                       | 28.2                      | 59.9                      | 103.2                     | 706.4                     |
| Днів з опадами            | 12,7                      | 12,1                      | 12,4                      | 8,1                       | 4,5                       | 2,6                       | 2,1                       | 1,5                       | 2,5                       | 5,7                       | 9                         | 11,6                      | 84,8                      |
| Вологість повітря, %      | 78                        | 81.2                      | 82.3                      | 81.2                      | 80                        | 78.3                      | 71.5                      | 63.3                      | 57.9                      | 60.2                      | 65.5                      | 71.2                      | 72.6                      |
| ------------------------- | ------------------------- | ------------------------- | ------------------------- | ------------------------- | ------------------------- | ------------------------- | ------------------------- | ------------------------- | ------------------------- | ------------------------- | ------------------------- | ------------------------- | ------------------------- |
| Джерело: Weatherbase      |                           |                           |                           |                           |                           |                           |                           |                           |                           |                           |                           |                           |                           |